# Limba ruteană
Limba ruteană sau limba rusină (русинська бесіда, rusînska besida, sau русиньскый язык, rusinskîi iazîk) este o limbă din subgrupul oriental al limbilor slave. Unii lingviști o consideră ca fiind o limbă distinctă, care își are propriul cod ISO 639-3; alții spun că e doar un dialect al limbii ucrainene. Într-un fel sau altul, fiecare posibilitate își are propriile implicări politice.

## Distribuția geografică
Limba ruteană (sau mai exact, limba carpato-ruteană) este vorbită mai ales în regiunea carpatică a Ucrainei, dar și în Slovacia de nord-est, Polonia de sud-est (unde uneori este denumită łemkowski „Lemko”, pentru cuvântul specific lor лем / lem „numai”, sau Lyshak), iar în Ungaria oamenii și limba sunt denumiți ruten.
Politicienii și studenții ucraineni nu consideră faptul că ruteana și rutenii sunt o limbă, respectiv un popor separat de ucraineană și/sau ucraineni, în ciuda faptului că unii vorbitori de ruteană se consideră ca fiind diferiți de ucraineni. Lingviștii ucraineni consideră această limbă ca fiind un dialect a limbii ucrainene, care se aseamănă cu dialectul huțul, vorbit în aceleași regiuni.
Încercările de a standardiza limba ruteană au fost sortite eșecului, în cele mai multe cazuri. Rutenii locuiesc în patru țări, și eforturile nu puteau să fie cu succes deoarece cei din afara arealului natal al limbii nu vorbeau fluent ruteana. Numeroase variante de ortografii au fost dezvoltate (în special bazate pe alfabetul chirilic) și multiple variante ale gramaticii există, bazate pe dialectele regionale.
Cele mai mari centre culturale ale rutenilor se află în Prešov (Slovacia), Ujhorod și Muncaci în Ucraina, Krynica și Legnica în Polonia, Ruski Krstur în Voivodina și Budapesta în Ungaria. De asemenea, sunt mulți ruteni care trăiesc în Statele Unite, Canada și America de Sud.
Alfabetul rutean are 33 de litere și este bazat pe alfabetul chirilic:
| А а | Б б | В в | Г г | Ґ ґ | Д д | Е е | Є є | Ж ж | З з | И и |
| І і | Ї ї | Й й | К к | Л л | М м | Н н | О о | П п | Р р | С с |
| Т т | У у | Ф ф | Х х | Ц ц | Ч ч | Ш ш | Щ щ | Ь ь | Ю ю | Я я |

## Legături externe
- Limba ruteană Arhivat în 9 mai 2008, la Wayback Machine. la World Academy of Rusyn Culture
- Raportul Ethnologue pentru ruteană
- Dicționar on-line rutean-ucrainean Arhivat în 4 martie 2013, la Wayback Machine.